# Eddie Leonski

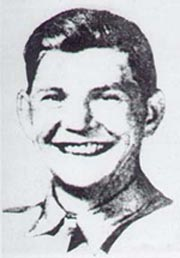
Eddie Leonski

Edward Joseph Leonski (New Jersey, 12 december 1917 – Coburg, 9 november 1942) was een Amerikaanse seriemoordenaar die zijn misdaden in Australië pleegde. Leonski staat zowel bekend als de Brownout Strangler als de Singing Strangler als gevolg van zijn motief voor de moorden. Dit motief was zijn verdraaide fascinatie voor vrouwenstemmen, vooral wanneer ze zongen. Hij beweerde dat hij de vrouwen om het leven bracht om "hun stemmen te krijgen".

## Achtergrond
Leonski, geboren in New Jersey, groeide op in een gewelddadig, aan alcohol verslaafd gezin. Zijn broer werd destijds behandeld in een psychiatrische inrichting. Leonski werd opgeroepen voor het Amerikaanse leger in februari 1941 en ging op 2 februari 1942 naar Melbourne.

## Moorden
Op 3 mei 1942 werd de 40-jarige Ivy Violet McLeod dood aangetroffen in Albert Park, Melbourne. Ze was geslagen en gewurgd, en omdat ze nog in het bezit van haar tas bleek te zijn, was het duidelijk dat roof niet het motief voor de moord was geweest.
Slechts zes dagen later werd de 31-jarige Pauline Thompson gewurgd na een avondje stappen. Ze werd voor het laatst gezien in het gezelschap van een jongeman die door velen werd herkend aan zijn sterke Amerikaanse accent.
Gladys Hosking, een vrouw van 40, was het volgende slachtoffer. Ze werd op 18 mei om het leven gebracht toen ze vanaf haar werk (een bibliotheek van de Universiteit van Melbourne) naar huis liep. Een getuige verklaarde dat een verfomfaaide Amerikaanse man, buiten adem en bedekt met modder, haar in de nacht van de moord naar de weg had gevraagd. Deze beschrijving kwam overeen met de beschrijving van degene met wie Pauline Thompson op de avond van haar overlijden was gezien, en ook met de beschrijvingen gegeven door een aantal vrouwen die recente aanvallen hadden overleefd.
Deze overlevenden en andere getuigen waren in staat om de 24-jarige Leonski te kiezen tijdens een opsporingsconfrontatie met Amerikaanse militairen die in de stad waren gestationeerd. Leonski werd gearresteerd en voor drie moorden in staat van beschuldiging gesteld.

## Rechtszaak en uitvoering
Hoewel de misdaden in Australië waren gepleegd, werd de rechtszaak tegen Leonski gevoerd naar Amerikaans militair recht. Leonski bekende de misdrijven te hebben gepleegd en werd op 17 juli 1942 door een militaire rechtbank schuldig bevonden en ter dood veroordeeld. Generaal Douglas MacArthur bekrachtigde het vonnis op 14 oktober en een raad van beoordeling handhaafde de bevindingen en het vonnis op 28 oktober. General Court-Martial Order 1 kondigde op 1 november formeel Leonski's doodsvonnis af. In afwijking van de normale procedure ondertekende MacArthur op 4 november persoonlijk het executiebevel (nadien zou deze administratieve taak bij terechtstellingen worden toevertrouwd aan zijn chef-staf, Richard Sutherland). Leonski werd op 9 november in de gevangenis van Pentridge in Coburg opgehangen. Hij was pas de tweede Amerikaanse militair die tijdens de Tweede Wereldoorlog werd terechtgesteld.